# Jianmuïta
La jianmuïta és un mineral de la classe dels òxids.

## Característiques
La jianmuïta és un òxid de fórmula química ZrTi⁴⁺Ti³⁺₅Al₃O₁₆. Va ser aprovada com a espècie vàlida per l'Associació Mineralògica Internacional en el mes de setembre de l'any 2023, i va ser publicada a la revista internacional American Mineralogist per Roberto Borriello et al. en el mes d'abril de 2025 amb el títol «Jianmuite, ZrTi⁴⁺Ti³⁺₅Al₃O₁₆⁠, a new mineral from the Allende meteorite and from chromitite near Kangjinla, Tibet, China». Cristal·litza en el sistema tetragonal.
Les mostres que van servir per a determinar l'espècie, el que es coneix com a material tipus, es troben conservades a la col·lecció mineralògica del Museu Geològic de la Xina, a Beijing (República Popular de la Xina), amb el número de catàleg: GMCTM2023005, i al Museu Nacional d'Història Natural, l'Smithsonian, situat a Washington DC (Estats Units).

## Formació i jaciments
Va ser descoberta al dipòsit de crom de Kangjinla, situat al comtat de Qusum, dins la prefectura de Shannan (Tibet, República Popular de la Xina). Aquest indret és l'únic a tot el planeta on ha estat descrita aquesta espècie mineral.